# Aalborg Stiftstidende
Aalborg Stiftstidende er en tidligere lokalavis for det nordjyske med hjemsted i Aalborg. Navnet Aalborg Stiftstidende forsvandt i 1999, da avisen blev sammenlagt med Vendsyssel Tidende, Fjerritslev Avis og Løgstør Avis og blev til Nordjyske Stiftstidende.
Aalborg Stiftstidendes historie var indtil 1999 den næstældste eksisterende avis i Danmark, kun overgået af Berlingske Tidende. Fredag 2. januar 1767 udkom nemlig et ugeblad under titlen Nyttige og fornøyelige jydske Efterretninger i den nordjyske storkøbstad Aalborg. Bladets stiftere var de fire Aalborg-præster: Stiftsprovst Herman Peter Gudme, residerende kapellan ved Budolfi Kirke Peter Clementin, kapellan ved Vor Frue Kirke Johan Wandall og kapellan ved Budolfi kirke Peder Gudme.
De fire præster købte i 1765 et bogtrykkeri (det senere Aalborg Stiftsbogtrykkeri), og søgte om privilegium til at udgive en avis. Der skulle dog gå seks år, før de fik det. Efter to års venten begyndte de i 1767 at udgive den første avis uden privilegium.
Nordjyske Stiftstidende fik sit navn i 1999 efter sammenlægning af Aalborg Stiftstidende, Vendsyssel Tidende, Fjerritslev Avis og Løgstør Avis. Således ophørte Aalborg Stiftstidende med at udkomme i 1999.

## Aalborg Stiftstidende A/S
Aktieselskabet bag Aalborg Stiftstidende eksisterer endnu. Anno 2010 som et selskab der ejer 91% af Nordjyske Holding (holdingselskabet bag den nuværende Nordjyske Stifstidende). Aalborg Stiftstidende A/S ejer også 50% af Vendsyssel Tidende A/S. Aalborg Stiftstidendes Fond ejer 100% af Aalborg Stifstidende A/S.

## Ekstern henvisning
- Digitaliserede udgaver af Aalborg Stiftstidende i Mediestream
- Læs om Aalborg Stiftstidende i opslagsværket "De Danske Aviser"